# XYY综合征
XYY综合征是一種人類男性的性染色體疾病，正常的男性性染色體是XY，而XYY三體者多出一條Y染色體，所以又稱「超雄综合征」（super-male syndrome）。
XYY综合征在男性新生嬰兒中的发生率大约1/1000。患有XYY综合征的男孩身高往往高于平均水平。其智力一般與正常人沒有過大的差別，據抽查統計，82%的智商比年齡相仿的兄弟姐妹稍低但不明顯（约低10~15），9%與年齡相仿的兄弟姐妹智商相同，另外9%智商超過年齡相仿的兄弟姐妹。以往人們一直誤解XYY综合征患者的犯罪率比較高，但最新的醫學研究表明将XYY这一染色体异常和犯罪清晰联系起来，是不恰当的。例如，医学教科书《默沙東診療手冊》表示，XYY综合征曾被认为有暴力及犯罪倾向，但此理论已被推翻。
2022年，《自闭症与发展障碍杂志》上的一项研究发现表示，患性染色体三体综合症（缩写：SCT，含XYY综合征）的幼儿在社交适应性功能方面更加薄弱，较对照组儿童的互动行为少，并表现出更多的社交退缩。特别是在社交压力较大的情况下，这种差异更加明显。该研究表示，与对照组相比，SCT儿童中孤独症谱系障碍（缩写：ASD）相关的社交障碍更为普遍，大约27.1%的SCT儿童在临床上表现出ASD症状。
该病病因系父親产生精子形成時，减数第二次分裂后期两条Y染色体未移向细胞两极，使个别精子細胞含有兩條Y染色體。若該精子和卵子結合，胚胎細胞便會有2條Y染色體与1条X染色体。